# Élections législatives ghanéennes de 1996
Les élections légisaltives ghanéennes de 1996 se tiennent le même jour que l'élection présidentielle, c'est-à-dire le 7 décembre 1996.